# Alimondo Ciampi

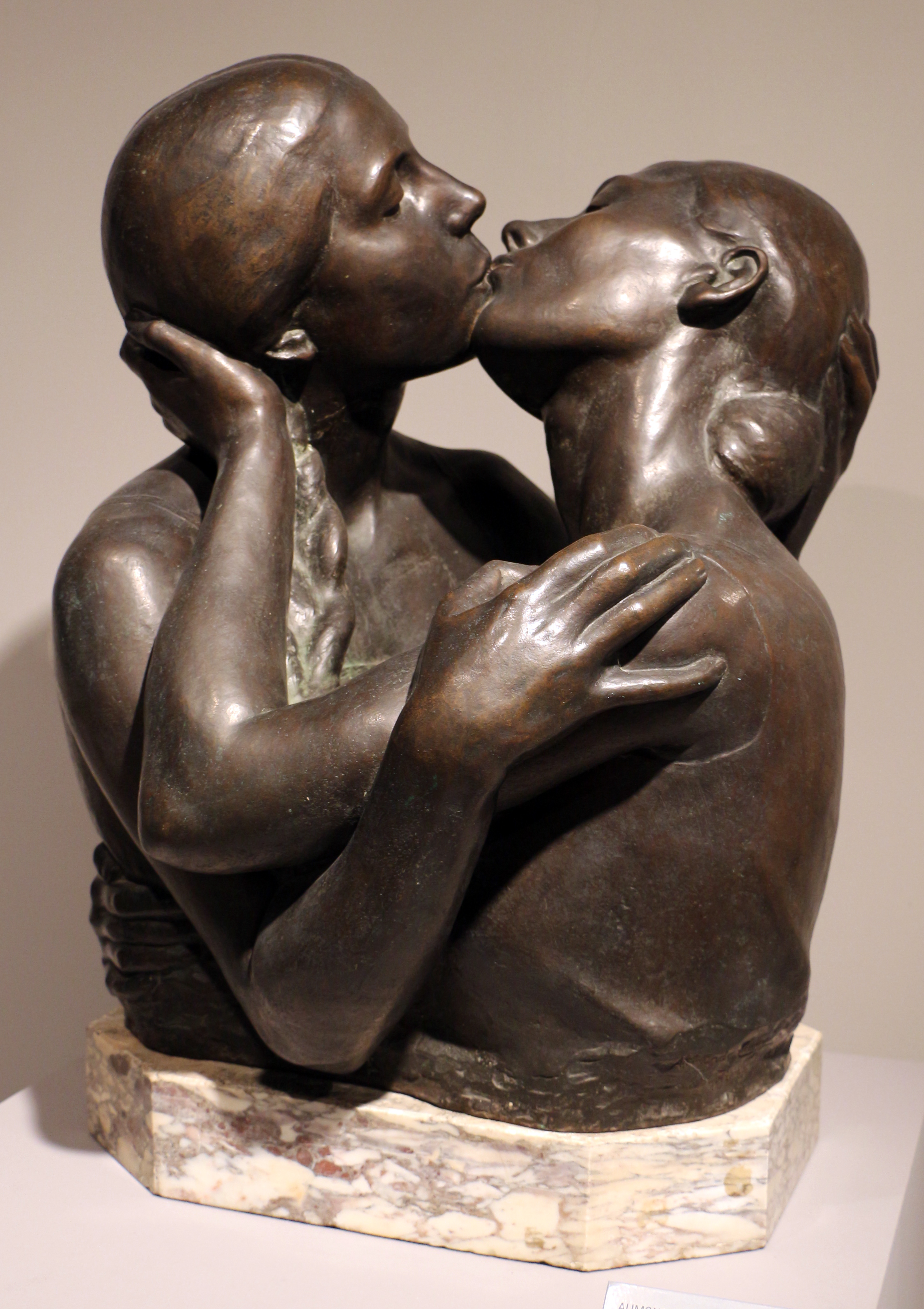
Il Bacio, 1926, Genova Wolfsoniana

Alimondo Ciampi, al secolo Arimondo Silvio (San Mauro a Signa, 18 dicembre 1876 – Firenze, 8 dicembre 1939), è stato uno scultore italiano.

## Biografia
Assunto nel capoluogo toscano come garzone in un laboratorio di marmi e di alabastri, apprende rapidamente i segreti del mestiere, perfezionandosi poi a livello artistico nello studio dello scultore Antonio Bortone.
Il già trentenne alabastrino maturerà però sui dettami di Domenico Trentacoste allora insegnante all'Accademia di belle arti di Firenze, che lo lancerà verso il traguardo della Biennale di Venezia dove espone le sue opere nel 1909.
Comincia dunque ad affermarsi a livello nazionale intorno ai venticinque anni. 
È presente con sue opere in cinque edizioni della Biennale di Venezia dal 1909 al 1924 ed in molte altre esposizioni.
A Scandicci scolpì il Monumento ai caduti in piazza Umberto I (oggi Piazza Matteotti), eretto nel 1926. 
Nel 1998 una mostra antologica di una cinquantina di opere allestita nell'antica chiesa di San Lorenzo a Signa, comprendente statue in gesso, terracotta, bronzo e marmo provenienti dalle Galleria d'arte moderna di Firenze e di quella di Montecatini e da collezioni private, riassumeva compiutamente il quarantennio di lavoro dell'artista, compreso fra l'inizio del secolo ed il 1939, anno della sua morte.
Recentemente l'Amministrazione Comunale di Signa ha voluto allestire una mostra permanente di 8 sculture in bronzo all'interno dei giardini pubblici di piazza della Repubblica, grazie al figlio di Alimondo, Giotto Ciampi, che ha finanziato la sua realizzazione. Nel motivare questa scelta Giotto Ciampi diceva che per onorare l'attività del padre non riteneva sufficiente una mostra che dopo pochi mesi sarebbe stata dimenticata e neppure un bel libro che, nel migliore dei casi, sarebbe finito presto ad impolverarsi in uno scaffale: un museo vivo, invece, con le opere collocate in ambienti naturali dedicati ai bambini, oltre a far conoscere l'opera del padre, avrebbe contribuito a inserire il gusto del bello e del piacere per l'arte nella formazione delle più giovani generazioni.
È sepolto al cimitero delle Porte Sante di Firenze.